# Negamax
Na programação de jogos de xadrez, o algoritmo de busca negamax é uma variante na implementação do algoritmo de busca minimax e seus derivados. Ambos os algoritmos baseiam-se na propriedade de soma zero de um jogo entre dois jogadores.
O algoritmo negamax baseia-se na equação {\displaystyle \max(a,b)=-\min(-a,-b)} para simplificar a implementação da lógica do algoritmo minimax, que por sua vez leva em consideração a avaliação das posições dos jogadores separadamente.
Mais precisamente, o valor de uma posição para o jogador A é a negação do valor para o jogador B soma zero. Dessa forma, o jogador em movimento procura uma jogada que maximize a negação do valor resultante da jogada: esta posição sucessora deve, por definição, ter sido avaliada pelo oponente. Funcionando independentemente de A ou B estarem a jogar. Isso significa que um único procedimento pode ser usado para avaliar ambas as posições, seja a vez dos jogadores A ou B. Esta é uma simplificação de codificação sobre minimax, que requer que A selecione o movimento com o sucessor de valor máximo enquanto B seleciona o movimento com o sucessor de valor mínimo.
O objetivo do algoritmo de pesquisa negamax é encontrar o valor da pontuação do nó para o jogador que está jogando no nó raiz (geralmente atribuímos +1 para as peças brancas e -1 para as peças negras). O pseudocódigo abaixo mostra o algoritmo base negamax,  com um limite de profundidade de busca máxima configurável:
```
função
 negamax(nó, profundidade, cor)
  
se
 profundidade = 0 
ou
 nó é um nó terminal 
então

    
retorna
 valor heurístico do nó × cor
  valor = 
−
∞
  
para cada
 filho do nó 
faça

    valor = máximo(valor, 
−
negamax(filho, profundidade 
−
 1, 
−
cor))
  
retorna
 valor
```

```
(* Chamada inicial da função negamax para o nó raiz do Jogador A *)

negamax(nó raíz, profundidade, 1)
```

```
(* Chamada inicial da função negamax para o nó raiz do Jogador B *)

negamax(nó raíz, profundidade, 
−
1)
```